# Hettinger County
Das Hettinger County ist ein County im Bundesstaat North Dakota der Vereinigten Staaten. Im Jahr 2000 hatte das County 2.715 Einwohner bei einer Bevölkerungsdichte von 0,9 Einwohnern pro Quadratkilometer. Der Verwaltungssitz (County Seat) ist Mott.

## Geographie
Das County liegt im Südwesten von North Dakota, ist im Süden etwa 45 km von der Grenze zu South Dakota entfernt und hat eine Fläche von 2936 Quadratkilometern, wovon 4 Quadratkilometer Wasserfläche sind. Es grenzt im Uhrzeigersinn an folgende Countys: Stark County, Grant County, Adams County und Slope County.

## Geschichte
Hettinger County wurde am 9. März 1883 gebildet. Benannt wurde es nach Mathias Hettinger, (geborener Deutscher) einem Banker und Brauer aus Illinois, der Schwiegervater vom Mitglied der North Dakota Legislative Assembly, Erastus A. Williams, war. Am 19. April 1907 wurde die Organisation des Countys abgeschlossen.
Fünf Bauwerke und Stätten des Countys sind insgesamt im National Register of Historic Places eingetragen (Stand 26. März 2018).

## Demografische Daten

Alterspyramide des Hettinger County

Nach der Volkszählung im Jahr 2000 lebten im Hettinger County 2.715 Menschen. Davon wohnten 65 Personen in Sammelunterkünften, die anderen Einwohner lebten in 1.152 Haushalten und 778 Familien. Die Bevölkerungsdichte betrug 0,9 Einwohner pro Quadratkilometer. Ethnisch betrachtet setzte sich die Bevölkerung zusammen aus 98,93 Prozent Weißen, 0,15 Prozent Afroamerikanern, 0,37 Prozent amerikanischen Ureinwohnern, 0,07 Prozent Asiaten, 0,07 Prozent Bewohnern aus dem pazifischen Inselraum und 0,04 Prozent aus anderen ethnischen Gruppen; 0,37 Prozent stammten von zwei oder mehr Ethnien ab. 0,22 Prozent der Bevölkerung waren spanischer oder lateinamerikanischer Abstammung.
Von den 1.152 Haushalten hatten 26,4 Prozent Kinder und Jugendliche unter 18 Jahre, die bei ihnen lebten. 61,2 Prozent waren verheiratete, zusammenlebende Paare, 3,8 Prozent waren allein erziehende Mütter, 32,4 Prozent waren keine Familien, 31,2 Prozent waren Singlehaushalte und in 18,2 Prozent lebten Menschen im Alter von 65 Jahren oder darüber. Die Durchschnittshaushaltsgröße betrug 2,30 und die durchschnittliche Familiengröße lag bei 2,89 Personen.
Auf das gesamte County bezogen setzte sich die Bevölkerung zusammen aus 23,4 Prozent Einwohnern unter 18 Jahren, 3,9 Prozent zwischen 18 und 24 Jahren, 20,7 Prozent zwischen 25 und 44 Jahren, 27,0 Prozent zwischen 45 und 64 Jahren und 25,2 Prozent waren 65 Jahre alt oder darüber. Das Durchschnittsalter betrug 46 Jahre. Auf 100 weibliche Personen kamen 100,2 männliche Personen. Auf 100 Frauen im Alter von 18 Jahren oder darüber kamen statistisch 100,1 Männer.
Das jährliche Durchschnittseinkommen eines Haushalts betrug 29.209 USD, das Durchschnittseinkommen der Familien betrug 34.668 USD. Männer hatten ein Durchschnittseinkommen von 23.201 USD, Frauen 16.917 USD. Das Prokopfeinkommen betrug 15.555 USD. 12,1 Prozent der Familien und 14,8 Prozent Familien lebten unterhalb der Armutsgrenze. Davon waren 21,2 Prozent Kinder oder Jugendliche unter 18 Jahre und 12,0 Prozent waren Menschen über 65 Jahre.